# Neamphius
Neamphius is een geslacht van sponsdieren uit de klasse van de Demospongiae (gewone sponzen). 

## Soort
- Neamphius huxleyi (Sollas, 1888)